# Hans von Mangoldt (Jurist)
Hans Karl Friedrich von Mangoldt (* 10. Mai 1940 in Tübingen) ist ein deutscher Verfassungsrechtler.

## Familie
Hans von Mangoldt entstammt einem alten osterländischen Adelsgeschlecht aus Posern (heute im OT Reichardtswerben) bei Weißenfels (Sachsen-Anhalt). 
Er ist der Sohn von Hermann von Mangoldt (1895–1953), Professor der Rechte an der Universität Kiel, Mitglied des Parlamentarischen Rates, und dessen erster Ehefrau Ingeborg Oppel (1907–1995).
1969 heiratete er Gabriele Fritz (* 1935), von der er 1984 geschieden wurde. Aus der Ehe gingen zwei Kinder hervor:
- Hans (* 1970)
- Georg (* 1975)

## Leben
Hans von Mangoldt wurde 1966 mit der Dissertation Vom heutigen Standort der Bundesaufsicht an der Freien Universität Berlin promoviert.
Er ist Professor i. R. für Öffentliches Recht und Völkerrecht an der Universität Tübingen und war Mitglied des Verfassungsgerichtshofs des Freistaates Sachsen. 
Außerdem widmete er sich in besonderen Maße der interdisziplinären Forschung, u. a. publizierte er mit Volker Rittberger (Politologe, Tübingen) zur Thematik des Systems der Vereinten Nationen. Hans von Mangoldt ist Mitglied der Vereinigung Deutscher Staatsrechtslehrer und war für die CDU-nahe Konrad-Adenauer-Stiftung aktiv. Er lebt in Nehren bei Tübingen.

## Ehrung
Am 26. Mai 1998 wurde ihm von Landtagspräsident Erich Iltgen die Sächsische Verfassungsmedaille verliehen.

## Veröffentlichungen
- Rechtsvergleichung im öffentlichen Recht: Das Beispiel der Staatsangehörigkeit. In: Das Standesamt. 2000, S. 285.
- Ius-sanguinis-Prinzip, Ius-soli-Prinzip und Mehrstaatigkeit: Umbrüche durch das Staatsangehörigkeitsreformgesetz. In: Zeitschrift für Ausländerrecht und Ausländerpolitik. 1999, S. 243.
- Die Verfassungen der neuen Bundesländer. Berlin 1997, ISBN 3-428-09210-4.
- Entstehung und Grundgedanken der Verfassung des Freistaates Sachsen. Leipzig 1996, ISBN 3-931922-40-5.
- mit Volker Rittberger: Das System der Vereinten Nationen und seine Vorläufer. Band I/1: Vereinte Nationen. München/Bern 1995, ISBN 3-406-39106-0; Band I/2 Sonderorganisationen und andere Institutionen. München/Bern 1995, ISBN 3-406-39107-9.
- Öffentlich-rechtliche und völkerrechtliche Probleme mehrfacher Staatsangehörigkeit aus deutscher Sicht. In: Juristenzeitung. (JZ) 1993, S. 965.